# Глухий губно-зубний фрикативний
Глухий губно-зубний  фрикативний — тип приголосного звука, що існує в деяких людських мовах. Символ Міжнародного фонетичного алфавіту для цього звука — f, а відповідний символ X-SAMPA — f.

## Назва
- Глухий губно-зубний (лабіодентальний) фрикатив
- Глухий губно-зубний (лабіодентальний) фрикативний
- Глухий лабіо-дентальний фрикатив (англ. voiceless labiodental fricative)
- Глухий лабіо-дентальний фрикативний

## Властивості
Властивості «глухого губно-зубного фрикативного»:
- Тип фонації — глуха, тобто цей звук вимовляється без вібрації голосових зв'язок.
- Спосіб творення — фрикативний, тобто один артикулятор наближається до іншого, утворюючи вузьку щілину, що спричиняє турбулентність.
- Місце творення — губно-зубне, тобто він артикулюється нижньою губою проти верхніх зубів.
- Це ротовий приголосний, тобто повітря виходить крізь рот.
- Це центральний приголосний, тобто повітря проходить над центральною частиною язика, а не по боках.
- Механізм передачі повітря — егресивний легеневий, тобто під час артикуляції повітря виштовхується крізь голосовий тракт з легенів, а не з гортані, чи з рота.

## Українська мова
В українській мові цей звук передається на письмі літерою ф. Уживається переважно в словах іншомовного походження. Іншим слов'янським мовам також первісно невластивий, у деяких розвинувся пізніше зі звуків і звукосполучень «хв», «хп», «в». У праіндоєвропейській мові був відсутній, у давньогрецькій виник з праіндоєвроп. *bʰ (який у слов'янських мовах дав /b/), у латинській — також з *bʰ, у деяких випадках — з *dʰ. У германських мовах походить від праіндоєвроп. *p (що залишився незмінним у слов'янських).

## Приклади
| Мова             | Мова                                      | Слово       | МФА             | Значення            | Примітки |
| ---------------- | ----------------------------------------- | ----------- | --------------- | ------------------- | --- |
| Абхазька мова    | Абхазька мова                             | фы          | [fə]            | 'блискавка'         | Див. Абхазька фонетика |
| Адигейська       | Адигейська                                | тфы         | [tfə] д·і       | 'п'ять'             | Відповідає [xʷ] у кабардинській і прачеркеській |
| Албанська        | Албанська                                 | faqe        | [facɛ]          | 'щока'              | |
| Англійська       | Всі діалекти                              | fill        | [fɪl]           | 'наповнення'        | Див. Англійська фонетика |
| Англійська       | Кокні                                     | think       | [fɪŋk]          | 'думаю'             | Особливість говірки соціальної групи, окремий випадок вільного варіювання, коли мовці вимовляють його замість нормативного θ. Див. Діалектна вимова θ в англійській мові |
| Англійська       | Багато які британські міські діалекти     | think       | [fɪŋk]          | 'думаю'             | Особливість говірки соціальної групи, окремий випадок вільного варіювання, коли мовці вимовляють його замість нормативного θ. Див. Діалектна вимова θ в англійській мові |
| Англійська       | У мовленні багатьох молодих новозеландців | think       | [fɪŋk]          | 'думаю'             | Особливість говірки соціальної групи, окремий випадок вільного варіювання, коли мовці вимовляють його замість нормативного θ. Див. Діалектна вимова θ в англійській мові |
| Англійська       | Характерна південноафриканська англійська | think       | [fɪŋk]          | 'думаю'             | Зазвичай наприкінці слів. |
| Арабська         | Стандартна                                | ظرف         | [ðˤɑrf]         | 'оболонка'          | Див. Арабська фонетика |
| Баскська         | Баскська                                  | fin         | [fin]           | 'тонкий'            | |
| Валійська        | Валійська                                 | ffon        | [fɔn]           | 'палиця'            | Див. Валійська фонетика |
| В'єтнамська      | В'єтнамська                               | pháo        | [faːw˧ˀ˥]       | 'феєрверк-вертушка' | Див. В'єтнамська фонетика |
| Вірменска        | Східновірменська                          | ֆուտբոլ     | [fut̪bol] д·і    | 'футбол'            | |
| Галісійська      | Галісійська                               | faísca      | [faˈiska]       | 'іскра'             | |
| Гінді            | Гінді                                     | साफ़          | [sɑːf]          | 'чистий'            | Див. Фонетика гіндустані |
| Гоемай           | Гоемай                                    | [fat]       | [fat]           | 'дути'              | |
| Грецька          | Грецька                                   | φύση fysī   | [ˈfisi]         | 'єство'             | Див. Новогрецька фонетика |
| Гуджараті        | Гуджараті                                 | ફળ/faļ      | [fəɭ]           | 'плід'              | Див. Фонетика гуджараті |
| Еве              | Еве                                       | eflen       | [éflé̃]          | 'виплювує'          | |
| Західнофризька   | Західнофризька                            | fol         | [foɫ]           | 'повний'            | |
| Іврит            | Іврит                                     | סופר        | [so̞fe̞ʁ]         | 'письменник'        | Див. Фонетика івриту |
| Іспанська        | Іспанська                                 | fantasma    | [fã̈n̪ˈt̪äzmä]     | 'привид'            | Див. Іспанська фонетика |
| Італійська       | Італійська                                | fantasma    | [fän̪ˈt̪äzmä]     | 'привид'            | Див. Італійська фонетика |
| Кабардинська     | Кабардинська                              | фыз         | [fəz]           | 'жінка'             | Відповідає [ʂʷ] в адигейській і прачеркеській |
| Кабільська       | Кабільська                                | afus        | [afus]          | 'рука'              | |
| Каталонська      | Каталонська                               | fase        | [ˈfazə]         | 'фаза'              | Див. Каталонська фонетика |
| Китайська        | Кантонська                                | 佛/fat6     | [fɐt˨]          | 'Будда'             | Див. Кантонська фонетика |
| Китайська        | Мандаринська                              | 飛 fēi      | [feɪ̯˥]          | 'літати'            | Див. Мандаринська фонетика |
| Коптська         | Коптська                                  | ϥⲧⲟⲟⲩ       | [ftow]          | 'чотири'            | |
| Македонська мова | Македонська мова                          | фонетика    | [fɔnetika]      | 'фонетика'          | Див. Македонська фонетика |
| Малайська        | Малайська                                 | feri        | [feri]          | 'пором'             | |
| Мальтійська      | Мальтійська                               | fenek       | [fenek]         | 'кріль'             | |
| Нідерландська    | Нідерландська                             | fiets       | [fits]          | 'велосипед'         | Див. Нідерландська фонетика |
| Німецька         | Німецька                                  | fade        | [ˈfaːdə]        | 'прісний'           | Див. Німецька фонетика |
| Норвезька        | Норвезька                                 | filter      | [filtɛɾ]        | 'фільтр'            | Див. Норвезька фонетика |
| Носу             | Носу                                      | ꃚ/fu       | [fu˧]           | 'печеня'            | |
| Пенджабі         | Пенджабі                                  | ਫ਼ੌਜੀ          | [fɔːd͡ʒi]        | 'солдат'            | |
| Польська         | Польська                                  | futro       | [ˈfut̪rɔ] д·і    | 'хутро'             | Див. Польська фонетика |
| Португальська    | Португальська                             | fogo        | [ˈfoɡʊ]         | 'вогонь'            | Див. Португальська фонетика |
| Російська        | Російська                                 | орфография  | [ɐrfɐˈɡrafʲɪjə] | 'орфографія'        | Протиставляється пом'якшеному варіанту («фь»). Див. Російська фонетика                                                                                                   |
| Румунська        | Румунська                                 | foc         | [fo̞k]           | 'вогонь'            | Див. Румунська фонетика |
| Сапотекська      | Тількіапанська                            | cafe        | [kafɘ]          | 'кава'              | Вживається здебільшого в запозиченнях з іспанської |
| Словацька        | Словацька                                 | fúkať       | [ˈfuːkac]       | 'хукати'            | |
| Сомалі           | Сомалі                                    | feex        | [fɛħ]           | 'бородавка'         | Див. Сомалійська фонетика |
| Турецька         | Турецька                                  | saf         | [säf]           | 'чистий'            | Див. Турецька фонетика |
| Угорська         | Угорська                                  | figyel      | [fiɟɛl]         | 'звертає увагу'     | Див. Угорська фонетика |
| Українська       | Українська                                | Фастів      | [ˈfɑ.sʲciu̯]     | 'Фастів'            | Див. Українська фонетика |
| Урду             | Урду                                      | صاف         | [sɑːf]          | 'чистий'            | Див. Фонетика гіндустані |
| Французька       | Французька                                | fabuleuse   | [fäbyˈløːz̪]     | 'казковий'          | Див. Французька фонетика |
| Чеська           | Чеська                                    | foukat      | [ˈfoʊ̯kat]       | 'хукати'            | Див. Чеська фонетика |
| Чеченська        | Чеченська                                 | факс / faks | [faks]          | 'факс'              | |
| Шведська         | Шведська                                  | fisk        | [ˈfɪsk]         | 'риба'              | Див. Шведська фонетика |